# Tharyx vivipara
Tharyx vivipara är en ringmaskart som beskrevs av Christie 1984. Tharyx vivipara ingår i släktet Tharyx och familjen Cirratulidae. Inga underarter finns listade i Catalogue of Life.